# Koningslepelaar
De koningslepelaar (Platalea regia) is een vogelsoort uit de familie van de ibissen en lepelaars.

## Verspreiding en leefgebied
Deze soort komt voor in Australië, Nieuw-Zeeland, Indonesië, Nieuw-Guinea en de Salomonseilanden.